# Dionysodoros von Kaunos
Dionysodoros von Kaunos (* um 250 v. Chr. in Kaunos; † um 190 v. Chr.) war ein griechischer Mathematiker des 3. Jahrhunderts vor Christus aus Kleinasien.

## Leben
Eutokios erwähnt ihn als Mathematiker, der eine spezielle kubische Gleichung über den Schnittpunkt von Hyperbel und Parabel, also von zwei Kegelschnitten, löste. Das Problem ergab sich aus der Schrift Über Kugel und Zylinder (Περὶ σφαίρας καὶ κυλίνδρου Peri sphaíras kai kylíndrou) des Archimedes. Archimedes fragte nach einer Ebene, die durch einen Schnitt eine Sphäre in einem bestimmten rationalen Verhältnis des Radius teilte. Archimedes führte das auf eine kubische Gleichung zurück.
Wilhelm Crönert fand um 1900 ein Papyrusfragment aus Herculaneum mit einem Hinweis auf Dionysodoros. Demnach war Philonides aus Laodikeia der Schüler von Eudemos von Pergamon – dem Apollonios von Perge zwei Bücher seines Werkes über Kegelschnitte widmete und ihn aufforderte, sie Philonides zu zeigen. Ihm folgte als Lehrer des Philonides Dionysidoros, der Sohn eines gleichnamigen Dionysidoros aus Kaunos und möglicherweise ein Epikuräer. Dieser Dionysodoros war demnach Mathematiker. In einem weiteren Fragment steht, dass Philonides Vorlesungen von Dionysidoros veröffentlichte. Apollonios wurde in Perge geboren, das in der Nähe von Dionysidoros’ Geburtsort Kaunos liegt. Nach Heron von Alexandria (Metrica) ist er auch Autor eines Buches über den Torus, in dem nach Methoden des Archimedes das Volumen des Torus bestimmt wird als Produkt von Kreisquerschnitt und der Länge der Kreislinie, die den Mittelpunkt beschreibt.
Von einem Dionysidoros soll nach Vitruv auch eine Sonnenuhr stammen, die einen Kegelschnitt verwendet. Sie wurde von Frank W. Cousins rekonstruiert. Es ist wahrscheinlich, dass es sich bei diesem Dionysidoros ebenfalls um Dionysidoros von Kaunos handelt.
Es gibt noch andere antike Mathematiker dieses Namens. Strabon erwähnt einen Dionysodoros aus Amisene am Schwarzen Meer, der Landschaft um Amisos, als über die Stadt hinaus bekannten Mathematiker, der für seine Gelehrsamkeit bekannt war. Er lebte aber später. Bis Anfang des 20. Jahrhunderts wurden beide noch miteinander identifiziert. Ein weiterer Dionysodoros, Dionysodoros von Melos, maß nach Plinius dem Älteren den Erdumfang zu 42.000 Stadien.